# ولودیمیر تالاش
ولودیمیر تالاش (اوکراینی: Володимир Дмитрович Талашко؛ زادهٔ ۶ مارس ۱۹۴۶) بازیگر اهل اوکراین است.